# まきなみ (護衛艦・初代)
まきなみ（ローマ字：JDS Makinami, DD-112→ASU-7014）は、海上自衛隊の護衛艦。あやなみ型護衛艦の7番艦。艦名は「砕波」の一種に由来し、この名を受け継ぐ日本の艦艇としては、旧海軍夕雲型駆逐艦「巻波」に続き2代目に当たる。

## 艦歴
「まきなみ」は、第1次防衛力整備計画に基づく昭和33度計画1,700トン型警備艦1612号艦として、飯野重工舞鶴造船所で1959年3月20日に起工され、1960年4月25日に進水、1960年10月28日に就役し、呉地方隊第11護衛隊に編入された。
1961年2月1日、第11護衛隊が自衛艦隊隷下に再編された第2護衛隊群隷下に編成替え。
1971年2月1日、第11護衛隊が護衛艦隊隷下に新編された第4護衛隊群隷下に編成替え。
1973年12月16日、第11護衛隊が第3護衛隊群隷下に編成替え、定係港が佐世保に転籍。
同年、短魚雷落射機を撤去し、68式3連装短魚雷発射管を2基装備する対潜攻撃能力強化工事を実施した。
1977年12月1日、第11護衛隊が佐世保地方隊隷下に編成替え。
1978年1月21日、「おおなみ」「たかなみ」と共に、長崎県男女群島沖で荒天により遭難したシンガポール貨物船「ワティ」の救難活動に従事。
1987年2月20日、第11護衛隊が廃止となり、特務艦に種別変更され、艦籍番号がASU-7014に変更。佐世保地方隊に直轄艦として編入。
1990年3月23日、除籍。